# Centre d'étude et de recherche sur l'économie et l'organisation des productions animales
Le Centre d'étude et de recherche sur l'économie et l'organisation des productions animales (Céréopa) est un bureau d'étude interne à la grande école d'agronomie AgroParisTech, qui s'intéresse à la compétitivité des activités d'élevage et des filières liées à la production animale. Sa situation en plein cœur d'un établissement supérieur d'agronomie traduit la volonté initiale de son créateur, le professeur Julien Coléou, de conforter les liens entre l'enseignement supérieur et les filières animales.
Le Céréopa est constitué d'une équipe de plusieurs ingénieurs, d'enseignants-chercheurs et de divers collaborateurs d'AgroParisTech. Il bénéficie de divers soutiens, notamment d'AgroParisTech. En tant que bureau d'étude, il réalise des études de marché ou des analyses sur la compétitivité des acteurs des filières animales, dans le cadre de partenariats à plus ou moins long terme ou d'interventions ponctuelles. Il peut également intervenir comme maître d’œuvre d'expérimentations menées dans des stations expérimentales comme celle de Grignon, et participe à la formation des ingénieurs de l'école en dispensant des cours. Il crée également des outils d'optimisation et d'aide à la décision pour les exploitations et territoires agricoles, et accompagne également les acteurs dans leur utilisation. 
Communiquer sur l'agriculture est également au cœur des activités du Céréopa : il crée des outils pédagogiques pour faire découvrir le monde agricole aux plus jeunes, ainsi que des outils multimédia pour communiquer positivement autour du monde agricole.  